# Falko Kirsten

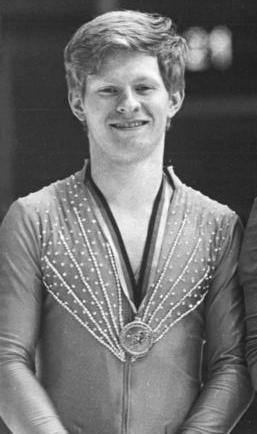
Falko Kirsten, 1985

Falko Kirsten (* 3. Januar 1964 in Dresden, DDR) ist ein ehemaliger deutscher Eiskunstläufer, der im Einzellauf für die DDR startete.
Sein Verein war der SC Einheit Dresden. Von 1983 bis 1987 wurde er fünfmal in Folge DDR-Meister. Von 1981 bis 1987 nahm Kirsten an sechs Europameisterschaften teil. Sein bestes Ergebnis dort war der fünfte Platz, den er 1985 und 1987 erreichte. Bei Weltmeisterschaften, von denen er im gleichen Zeitraum fünf bestritt, kam er nicht über Platz zwölf hinaus, den er dreimal (1983, 1985, 1986) belegte. Bei seinen einzigen Olympischen Spielen wurde er 1984 in Sarajevo Sechzehnter.
Heute engagiert sich Kirsten als Obmann im Sächsischen Eissport-Verband sowie als Technischer Spezialist (Preisrichter) auf nationaler und internationaler Ebene.

## Ergebnisse

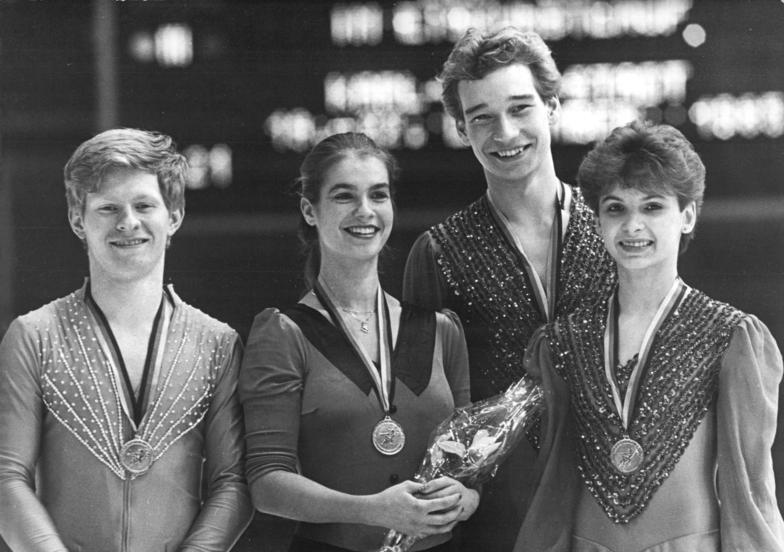
Die DDR-Meister 1986 von links nach rechts: Falko Kirsten, Katarina Witt, Tobias Schröter, Katrin Kanitz

| Wettbewerb / Jahr           | 1976 | 1977 | 1978 | 1979 | 1980 | 1981 | 1982 | 1983 | 1984 | 1985 | 1986 | 1987 |
| --------------------------- | ---- | ---- | ---- | ---- | ---- | ---- | ---- | ---- | ---- | ---- | ---- | ---- |
| Olympische Winterspiele     |      |      |      |      |      |      |      |      | 16.  |      |      |      |
| Weltmeisterschaften         |      |      |      |      |      | 13.  |      | 12.  |      | 12.  | 12.  | 13.  |
| Europameisterschaften       |      |      |      |      |      | 8.   |      | 12.  | 9.   | 5.   | 6.   | 5.   |
| Juniorenweltmeisterschaften |      |      |      | 4.   | 3.   |      |      |      |      |      |      |      |
| DDR-Meisterschaften         | 3.   | 3.   | 4.   | 4.   |      |      |      | 1.   | 1.   | 1.   | 1.   | 1.   |